# Henry Dawnay (2e vicomte Downe)
Henry Dawnay, 2e vicomte Downe (7 juin 1664 - 21 mai 1741), est un homme politique conservateur anglais qui siège à la Chambre des communes anglaise entre 1690 et 1707 et à la Chambre des communes britannique de 1708 à 1727.

## Biographie

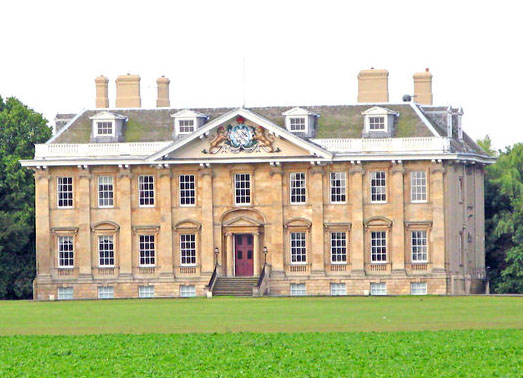
Cowick Hall dans la circonscription est du Yorkshire, siège des vicomtes Downe

Il est le fils de John Dawnay (1er vicomte Downe), de sa deuxième femme, Dorothy, fille de William Johnson, de Wickham, dans le Lancashire.
Il succède à son père comme député de Pontefract en 1690, poste qu'il occupe jusqu'en 1695. En 1695, il succède également à son père comme vicomte. Comme il s'agit d'une pairie irlandaise, cela ne lui donne pas le droit de siéger à la Chambre des lords anglaise (bien que cela lui donne droit à un siège à la Chambre des lords irlandaise). Par conséquent, il est éligible à la Chambre des communes anglaise et, en 1698, il est élu député du Yorkshire, poste qu'il occupe jusqu'en 1700. Il est réélu député de Yorkshire lors d'une élection partielle de décembre 1707 et réélu aux élections générales de 1708, en 1710, 1713, 1715 et 1722.
Lord Downe épouse Mildred, fille de William Godfrey, de Thornock, Lincolnshire, en 1685. Elle est morte en août 1725. Downe reste veuf jusqu'à sa mort en mai 1741 à 76 ans, il est remplacé comme vicomte par son petit-fils, Henry Dawnay (3e vicomte Downe), son fils, John Dawnay (député), l'ayant précédé dans la tombe.